# Uchiha Sarada
Uchiha Sarada (Nhật: うちは サラダ Hepburn: Uchiha Sarada) là một nhân vật hư cấu trong bộ manga Naruto của Masashi Kishimoto. Được giới thiệu trong chương cuối của manga Naruto, cô trở thành nhân vật chính của spin-off Naruto Ngoại truyện: Hokage Đệ Thất và mùa hoa đỏ (2015). Sau đó, cô trở thành nữ nhân vật chính trong bộ manga - anime Boruto: Naruto Next Generations (2016). Cô xuất hiện với tư cách là một ninja trẻ tuổi của làng Lá vad là con gái của Uchiha Sasuke và Haruno Sakura.
Nhân vật này bắt đầu xuất hiện trong Boruto: Naruto the Movie (2015), khi cô là một ninja hạ cấp (Genin) ở làng Lá và có ước mơ trở thành một Hokage. Sarada cũng xuất hiện trong Boruto: Naruto Next Generations (2016) với tư cách là một nhân vật chính và được khắc họa qua những tương tác của mình với gia đình và các đồng đội, Uzumaki Boruto và Mitsuki, cùng người dẫn dắt cô là Sarutobi Konohamaru.
Kishimoto cảm thấy áp lực khi tạo ra Sarada vì ông tin rằng ông thiếu kinh nghiệm trong việc khắc họa các nhân vật nữ. Ông ấy cũng muốn truyền đạt mối quan hệ của Sarada với cha mẹ qua phần truyện riêng của cô. Sự tiếp nhận của khán giả đối với Sarada là vô cùng tích cực. Cùng với đó, việc cô đã có sự tương tác tốt với Boruto, Sasuke và cả ước mơ trở thành Hokage đã giúp hình tượng nhân vật của cô được ca ngợi.

## Sáng tạo

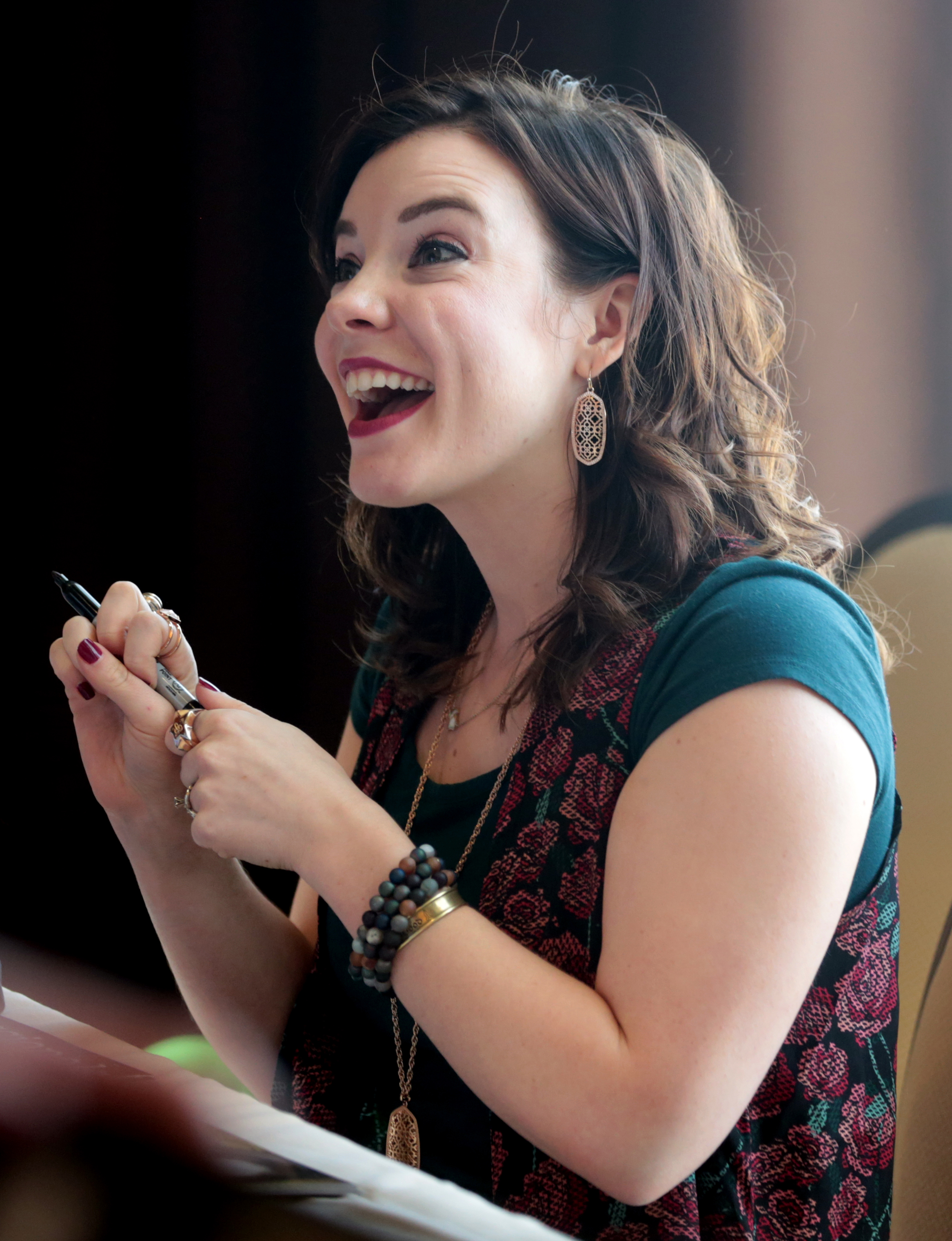
Cherami Leigh lồng tiếng Sarada trong phiên bản tiếng Anh.

Masashi Kishimoto đã hình thành trong đầu rằng Uchiha Sarada là một nhân vật ban đầu không quá nữ tính. Ông cảm thấy bị áp lực khi phát triển Sarada trong manga spin-off Naruto Ngoại truyện: Hokage Đệ Thất và mùa hoa đỏ (2015) và lo lắng về việc độc giả chủ yếu của ông là nam giới sẽ phản ứng như thế nào với một nhân vật chính là nữ. Anh trai của Masashi Kishimoto là Seishi Kishimoto cũng đã chia sẻ những mối quan tâm tương tự. Kishimoto đọc một số đầu sách về phụ nữ để chọn các đặc điểm phù hợp với tính cách của Sarada. Cuối cùng, Kishimoto đã ghép những đặc điểm này thay cho một nhân vật khác xuất hiện trong spin-off — Akimichi Chocho. Ông ấy làm điều này vì câu chuyện của Sarada có phần trưởng thành và già dặn, việc đưa Akimichi Chocho với những đặc điểm nữ tính và hài hước sẽ giúp câu chuyện trở nên thoải mái hơn và mang lại sự giải trí cho độc giả và ngoài ra còn giúp tạo ra sự tương phản giữa các nhân vật trong arc. Một khía cạnh khác Kishimoto muốn phát triển trong bộ truyện là mối quan hệ giữa Sarada và mẹ cô, Uchiha Sakura. Đối với phần cuối của bộ spin-off Naruto, Kishimoto muốn đoạn kết tập trung vào gia đình của Sarada.
Kishimoto chọn cách miêu tả Sarada như một cô gái chững chạc, già dặn và hơi tăm tối, song sở hữu một trái tim mạnh mẽ cũng như sự dễ thương. Ông tưởng tượng như Sarada là phiên bản khác giới của cha cô, Uchiha Sasuke. Ông cũng kết hợp đôi phần tính cách của Sakura vào Sarada và trang phục của hai nhân vật được ảnh hưởng từ nhau. Kishimoto nói rằng ông muốn làm Sarada dễ thương ngay cả khi đeo kính. Lúc đầu, Sarada được tạo hình với mái tóc dài, nhưng Kishimoto cho rằng điều đó khiến cô trông không giống một ninja và chỉnh sửa nó đi. Tác giả cũng cảm thấy việc đeo kính sẽ làm cho nhân vật hấp dẫn hơn. Trang phục ninja của cô được lấy cảm hứng từ Sakura trong những phần đầu tiên của Naruto, nhưng Kishimoto quyết định che tay của Sarada đi. Trong quá trình hoàn thiện nhân vật, ông làm cho mắt của Sarada giống như Sasuke, và đôi kính của cô là để che giấu đặc điểm này.
Trong bộ phim và anime series, Boruto: Naruto Next Generations (2017), Kokoro Kikuchi lồng tiếng Nhật cho Sarada. Khi arc mới về gia đình Sarada được công bố trong Boruto: Naruto Next Generations, Kikuchi nói rằng cô mong người hâm mộ "cảm nhận sức mạnh và năng lượng của gia đình Uchiha" trong suốt thời gian đó, mặc dù cảm thấy lo lắng khi lồng tiếng cho Sarada; cô cũng mong chờ sự tương tác giữa Sarada và Chocho-những người có tính cách hoàn toàn khác nhau. Trong phiên bản tiếng Anh, Laura Bailey lồng tiếng cho cô trong trò chơi điện tử Naruto Shippuden: Ultimate Ninja Storm 4 (2016), và Cherami Leigh lồng tiếng cho cô trong tất cả các lần xuất hiện tiếp theo. Leigh nói rằng cô rất hào hứng với công việc lồng tiếng Sarada. Cô cũng nói rằng mặc dù thật thú vị khi lồng tiếng Sarada nhưng cô cũng cảm thấy rmìnnhh gặp rất nhiều áp lực bởi vì bộ phim có dấu ấn lớn như thế nào. Tuy nhiên, Leigh và các diễn viên lồng tiếng Anh cho Boruto khác cảm thấy vô cùng vinh dự khi lồng tiếng cho các nhân vật bởi tầm quan trọng của bộ phim.

## Xuất hiện

### TrongNaruto
Sarada lần đầu xuất hiện trong chương cuối của bộ manga Naruto, với tư cách là con gái của Uchiha Sasuke và Haruno Sakura.
Sarada xuất hiện với tư cách là nhân vật chính trong bộ truyện Naruto Ngoại truyện: Hokage Đệ Thất và mùa hoa đỏ. Cô ấy luôn tìm kiếm người cha lang bạt của mình là Sasuke. Vì một số hiểu lầm, cô đã cho rằng Sakura không phải mẹ ruột của mình mà là Karin, người phụ nữ cùng đội Taka của Sasuke khi còn trẻ, một người cũng đeo cặp kính giống cô. Vì quá vui mừng khi gặp được Sasuke sau bao nhiêu năm xa cách, cô đã đánh thức Sharingan lần đầu. Tuy vậy, Sarada lại tỏ ra khá thất vọng với cha mình và cho rằng anh là người không quan tâm tới gia đình. Khi Uzumaki Naruto, người đứng đầu làng Lá, đã giúp Sarada hiểu ra rằng gia đình không chỉ được dựng xây qua huyết thống. Lúc đó, Sarada mới nhận ra tình cảm mẹ con giữa cô với Sakura quan trọng hơn việc cả hai có cùng máu mủ hay không và nguyện rằng sẽ bảo vệ Sakura khỏi bất cứ hiểm họa nào. Thực tế đã chứng minh rằng Sarada thừa hưởng khả năng kiểm soát chakra và cú đấm tuyệt vời của Sakura, mang lại cho cô bé một sức mạnh phi thường. Cuối cùng Sarada cũng tin rằng cô và Sakura là mẹ con ruột thịt. Sasuke cũng nói với cô rằng việc có cô trên đời là minh chứng rõ ràng nhất cho mối liên kết của anh và Sakura. Karin sau đó giải thích rằng cô thực ra là người đỡ đẻ cho Sarada, dây rốn để thử nghiệm DNA đó cũng là của Sarada khi mới chào đời. Kết thúc phần truyện, Sasuke chọc vào trán của Sarada và thể hiện tình yêu thương như những gì anh đã từng làm với Sakura và hứa sẽ trở về nhà sớm. Từ đó, Sarada bắt đầu hiểu được ý nghĩa của việc làm nhẫn giả và mong ước trở thành Hokage sau này.

### TrongBoruto
Sarada cũng là một nhân vật phụ trong bộ phim Boruto: Naruto the Movie (2015), nơi cô xuất hiện như một ninja hạ đẳng (Genin) và lập đội với Uzumaki Boruto, Mitsuki, dẫn dắt bởi giáo viên của họ Sarutobi Konohamaru. Sarada, Mitsuki và Boruto tham gia kỳ thi ninja để trở thành ninja trung đẳng (Chunin). Sau khi vượt qua vòng đầu tiên, Sarada giúp đội của mình giành chiến thắng trong vòng thứ hai bằng cách dùng Ảo thuật với Sharingan của mình để tìm được lá cờ đúng. Ở vòng thứ ba, Sarada sử dụng Sharingan của mình một lần nữa nhưng lần này kết hợp nó với khả năng kiểm soát tốt charka tự nhiên của cô, và cô có thể nhanh chóng đánh bại kẻ thù của mình, Tarui. Mặc dù vậy, nhóm không vượt qua bài kiểm tra cuối cùng. Khi bài kiểm tra bị gián đoạn bởi hai nhân vật được gọi là Otsutsuki Momoshiki và Otsutsuki Kinshiki, Sarada đã cố gắng giúp bảo vệ và sơ tán người dân, và cha cô đã kịp thời bảo vệ cô sau khi cô suýt chút nữa bị nghiền nát bởi một bức tường đang rơi. Naruto bị hai kẻ xấu bắt giữ, và Boruto yêu cầu Sarada và Mitsuki bảo vệ làng Lá trong khi cậu đi cùng Sasuke để giải cứu Hokage. Sau khi nhiệm vụ kết thúc, Sarada hỏi Boruto rằng cậu có muốn trở thành Hokage tiếp theo hay không, cậu ta trả lời rằng cậu đã quyết định theo bước chân của Sasuke và bảo vệ Sarada khi cô ấy trở thành Hokage trong tương lai. Sarada cũng xuất hiện trong bản tiểu thuyết chuyển thể từ bộ phim của Ukyō Kodachi. Trong quá trình thực hiện bộ phim Boruto: Naruto the Movie, một số cảnh liên quan đến tương tác của Sarada với Boruto đã bị xóa vì những hạn chế về thời gian. Tuy nhiên, cảnh quan trọng nhất của Kishimoto giữa hai người này vẫn được giữ lại: Boruto thúc đẩy Sarada trở thành Hokage trong tương lai.
Sarada cũng xuất hiện trong manga Boruto: Naruto Next Generations (2016). Trong khi manga Boruto bắt đầu bằng việc kể lại phim, các chương sau chứa những câu chuyện mới. Đội Konohamaru được giao một nhiệm vụ ninja, nhưng cả ba thành viên đều từ chối khi Sarada biết rằng Boruto đang bảo vệ ai đó khỏi một kẻ ám sát và cứu cậu ta cùng với Mitsuki. Bản chuyển thể anime cho thấy thời Sarada và những người bạn của cô lúc chưa trở thành ninja. Vào thời thời thơ ấu, Sarada và Boruto không hợp nhau nhưng cuối cùng lại trở nên thân thiết hơn khi Boruto cứu Chocho trong cuộc thi giữa các học sinh từ học viện ninja. Anime cũng kể lại những sự kiện trong bộ truyện mà Sarada cố gắng gắn kết với cha mình. Tương tự, tiểu thuyết ngắn Boruto: Naruto Next Generations của Kodachi cũng bao gồm vai trò của Sarada trong anime. Trong một arc sau đó, nhóm của Sarada thực hiện một chuyến đi đến làng Sương Mù nhưng cuối cùng lại cố gắng ngăn chặn một cuộc nổi loạn, với Sarada đánh bại một trong những Tân Thất kiếm. Trong các arc sau, Sarada và những người bạn của cô trở thành ninja sau khi vượt qua bài kiểm tra, và cô, Boruto và Mitsuki thành lập "Đội 7" mới dưới sự lãnh đạo của Konohamaru. Trong anime, Mitsuki biến mất khỏi Làng Lá, khiến Sarada và bạn bè của cô phải tìm kiếm anh ta. Khi đối mặt với những đồng đội mới của Mitsuki từ làng Đá, Mitsuki đã xen vào trận chiến và hạ gục Boruto. Sarada cũng có mặt trong một video hoạt hình gốc khi mà Đội Konohamaru được gửi đến để ngăn chặn một tên trộm.

### Trong các phương tiện truyền thông khác
Bên ngoài bộ truyện tranh và phim hoạt hình, Sarada xuất hiện trong một bản omake từ manga Sharingan Legend của Uchiha Sasuke (2014), nơi cô lén theo dõi quá trình huấn luyện của Boruto với Sasuke. Cô cũng xuất hiện trong đoạn kết của trò chơi điện tử Naruto Shippuden: Ultimate Ninja Storm 4 và trở thành nhân vật có thể chơi được trong phiên bản cập nhật Road to Boruto (2017). Bên cạnh những cảnh tái hiện từ bộ phim Boruto, Sarada cũng xuất hiện trong buổi huấn luyện trò chơi với cha cô theo yêu cầu của cô. Cô cũng sẽ được chơi trong trò chơi điện tử Naruto to Boruto: Shinobi Striker (2018).

## Sự tiếp nhận
Các đánh giá về tính cách của Sarada nhìn chung là tích cực. Trong một bài phê bình về manga Boruto, Amy McNulty của Anime News Network nhận thấy vai trò của Sarada trong Boruto rất thú vị do ước mơ trở thành Hokage của cô bé đến mức thích cô bé hơn cả mẹ của cô là Sakura. Christian Chiok của Japanator tỏ ra đồng ý và nhận định rằng ước mơ của Sarada đã tô điểm thêm tính cách của cô bé. McNulty cho biết cả Sarada và Mitsuki đều giúp duy trì động lực cho Boruto. Khi viết về nhận xét về anime Boruto: Naruto Next Generations, Sam Stewart của IGN đã thất vọng vì Sarada không có nhiều thời gian thể hiện khi quan hệ giữa cô với Boruto bị lu mờ bởi hầu hết các học sinh khác từ học viện ninja. Stewart kỳ vọng rằng mối quan hệ của Sarada và Boruto sẽ được mở rộng trong tương lai vì cả hai đều là con của các nhân vật chính của loạt phim trước đó. Khi một tập phim Boruto tập trung vào tương tác của Sarada và Boruto, Stewart đã cảm thấy vui hơn với mối quan hệ của họ. Anh ấy nói rằng Sarada đã "trở thành sự pha trộn của cả Sasuke và Naruto" dựa trên tính cách và ước mơ của cô ấy đến mức thấy cô bé có tính cách hấp dẫn hơn bạn bè đồng trang lứa. Stewart nhận thấy rằng arc của Sarada là một trong những phần hay nhất của anime Boruto vì những tương tác của cô với cha mình, Sasuke, người mà anh cảm thấy thực tế hơn những câu chuyện của Boruto hay Kakehi Sumire. Toon Zone thích sự năng động giữa Sarada và Boruto vì cả hai nhân vật đều khác với cha mẹ của họ. Chris Homer của The Fandom Post cũng nhận xét rằng Sarada là một nhân vật "được chăm chút" dựa trên tính cách của cô. Vai trò tiếng nói tiếng Anh của Sarami Leigh cũng thể hiện một lý do cho những phản hồi tích cực do cô ấy phù hợp với cô ấy như thế nào.
Nhiều cây viết cũng đã bình luận về mối quan hệ của Sarada với Sasuke. McNulty nhận thấy rằng tính cách của Sarada tương phản với Boruto một cách thú vị do cách cả hai giải quyết các vấn đề của mình với cha mẹ trong các arc của họ. Trong khi đó McNulty lại không thích chuyện tình lãng mạn giữa Sasuke và Sakura trong bộ truyện gốc vì cô cảm thấy ban đầu nó chỉ là mối quan hệ một chiều với Sakura nhưng cô nhận thấy câu chuyện của Sarada đã đưa ra một góc nhìn sâu sắc về mối quan hệ giữa hai người và mối quan hệ giữa họ và con gái, điều này cũng giúp ích cho họ trong quá trình Sarada phát triển. Chris Zimmerman của DVD Talk  viết rằng các vấn đề về gia đình của Sarada với Sasuke phù hợp với chủ đề chính của bộ phim Boruto: mối quan hệ rắc rối giữa cha mẹ và con cái họ. Zimmerman cảm thấy mối quan hệ của Sarada với cha cô cũng tương đồng với các vấn đề của Naruto với con trai trong phim. McNulty đã đề cập rằng trong khi Sarada không ghét cha mình theo cách Boruto ghét, thì cô vẫn dành sự ngưỡng mộ cho Naruto hơn vì giấc mơ trở thành Hokage kế tiếp\. Christian Chiok thấy sự chuyển biến trong tính cách của Sarada là một trong những phần hay nhất của spin-off Naruto vì cô đã hình thành mối quan hệ của mình với Sasuke. Chris Homer cũng là một trong những nhà phê bình cảm thấy có sự tương phản giữa Sarada và Boruto và thấy cả hai đều muốn giống cha mẹ của nhau. Mặt khác, Alexandria Hill của Otaku USA lại thấy spin-off của Sarada gây thất vọng vì thiếu sự tương tác với cha cô. Trước khi arc Sarada kết thúc, McNulty tin rằng trong khi Sarada vẫn muốn thấu hiểu, chứng kiến cha mẹ cô tương tác và thể hiện tình yêu của họ dành cho cô. McNulty cũng chỉ ra rằng hành trình của Sarada phù hợp với các chủ đề về gia đình thường thấy trong loạt phim. Ken Iikura của Anime Now đã ca ngợi vai trò của Sarada trong anime Boruto. Anh ấy đã thấy một Sasuke lạnh lùng nhưng lại có sự quan tâm sâu sắc đến Sarada và cả hai nhân vật đều được khai thác rất nhiều. Cây viết của Anime Now Sarah Nelkin đã đồng ý với McNulty và nhận định rằng Sarada mở rộng mối quan hệ giữa Sasuke và Sakura, mặc dù anh ta thường xuyên không có nhà vì phải đi làm nhiệm vụ.
Nhiều loại sản phẩm dựa trên hình ảnh của Sarada cũng đã được phát hành. Khán giả của phim Boruto được tặng hai loại quạt khác nhau, một trong số đó có sử dụng hình ảnh của Sarada và Sasuke.